# Ассонов, Александр Денисович
Александр Денисович Ассо́нов (1895—1972) — советский учёный, специалист в области металловедения и термической обработки.

## Биография
Окончил начальную школу, четырехклассное высшее начальное училище, реальное училище. В 1916—1918 и с 1921 студент МВТУ, в 1923 защитил дипломный проект по специальности инженер металлург.
В 1923—1963 годах работал на заводе АМО: инструктор (технолог) по цветному литью, мастер термического цеха, начальник цеховой лаборатории, зам. главного металлурга, с 1943 года главный металлург.
Был учеником и последователем профессора А. М. Бочвара — основателя московской школы металлургов.
Участник разработки первых советских автомобилей АМО-Ф-15. В 1929—1930 в командировке в США, знакомился с технологией автомобилестроения. В 1930 году выпустил первую книгу по термической обработке деталей автомобиля.
Доктор технических наук (16.11.1963), профессор.

## Награды и премии
- Сталинская премия третьей степени (1946) — за разработку и внедрение в производство нового метода ускоренного отжига белого чугуна, обеспечивающего значительное сокращение цикла производства и расхода топлива
- Сталинская премия третьей степени (1951) — за коренное улучшение технологии производства автомобильных деталей.

## Книги
- Технология термической обработки деталей автомобиля [Текст] / А. Д. Ассонов. — М. : Машгиз, 1958. — 264 с. : ил. ; 23 см. — Загл. на корешке : Термическая обработка деталей автомобиля. — Библиогр.: с. 262 (29 назв.). — 6000 экз.
- Современные методы термической обработки [Текст] / А. Д. Ассонов. — М. : Машиностроение, 1964. — 191 с. : ил. ; 22 см. — Библиогр.: с. 190 (19 назв.). — 8000 экз.
- Практика термической обработки [Текст] / А. Д. Ассонов. — М. : [б. и.], 1962. — 72 с. : ил. ; 22 см. — (Обзор зарубежной техники. Тема 3 / Гос. ком. Совета Министров РСФСР по координации науч.-исслед. работ, Гос. науч.-исслед. ин-т науч. и техн. информ.). — На обл. авт. не указ. — 1450 экз.
- Основы металловедения и термической обработки [Текст] / А. Д. Ассонов. — М. : Машиностроение, 1967. — 88 с. : ил. ; 22 см. — 33000 экз.
- Основные сведения о металловедении и термической обработке [Текст] / А. Д. Ассонов. — 2-е изд., перераб. и доп. — М. : Машиностроение, 1972. — 109 с. : ил. ; 20 см. — Библиогр.: с. 108 (10 назв.). — 1-е изд. вышло под загл.: Основы металловедения и термической обработки. — 30000 экз.